# Varudeklarationsnämnden

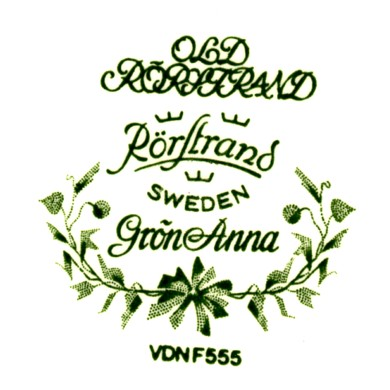
Rörstrands servisserie Grön Anna med märkningen VDNF555.

Varudeklarationsnämnden, VDN, var en svensk organisation för konsumentinformation verksam 1951–1973.
VDN startade 1951 som ideell förening finansierad av staten och näringslivet gemensamt och erbjöd jämförande konsumentupplysning baserad på standardiserade provningsmetoder. Resultatet angavs på produkterna i form av s.k. VDN-märkning.
VDN skapade sammanlagt ett hundratal varudeklarationsnormer inom ett stort antal områden som livsmedel, heminredning, kläder, husgeråd och djurföda. Systemet byggde på frivillighet från tillverkarsidan.
På 1960-talet började man VDN-märka porslin. På ett VDN-deklarerat porslinsföremål förekommer:
- Bokstäver som redovisar materialet: B = benporslin, F = flintgods, P = fältspatporslin, S = stengods.
- Siffror 1–5 som redovisar egenskaper hos föremålet, där första siffran avser glasyrens egenskaper, andra siffran lämplighet för vissa slag av maträtter och sista siffran tålighet för diskning.

Disktåligheten har följande skala:
1. Risk för skador vid diskning
3. Tål handdisk 45 °C
5. Tål maskindisk 75 °C
Exempel: 555 = ingen risk för glasyrsprickor, tål alla maträtter, tål maskindisk i 75 °C.
1973 bildades Konsumentverket. I samband med detta avvecklades VDN. I både Norge och Danmark finns en motsvarande verksamhet kvar, där nämnderna samarbetar med branschorganisationer och ger ut varuinformation. I Sverige överlevde märkningen i möbelbranschen, som tog över VDN-märkningen. Den har i dag utvecklats till Möbelfakta, ett system som ställer vissa minimikrav på hållbarhet, välgjordhet och användbarhet.